# Marijana Markovic
Marijana Markovic (ur. 3 lutego 1982 we Frankfurcie nad Menem) – niemiecka szpadzistka, pięciokrotna medalistka mistrzostw świata i wicemistrzyni trzykrotna medalistka mistrzostw Europy.
W 1999 roku zdobyła złoty medal wśród kadetów i brązowy wśród juniorek na mistrzostwach świata juniorów w Keszthely. Zdobyła również brązowy medal drużynowo na mistrzostwach świata juniorów w Antalyi w 2002 roku.
Podczas mistrzostw świata w Hawanie w 2003 roku Niemki w składzie: Claudia Bokel, Imke Duplitzer, Britta Heidemann i Marijana Markovic zdobyły srebrny medal w zawodach drużynowych. W tej samej konkurencji zdobyła następnie brązowe medale na mistrzostwach świata w Turynie (2006), mistrzostwach świata w Petersburgu (2007), mistrzostwach świata w Pekinie (2008) i mistrzostwach świata w Antalyi (2009).
Ponadto zdobyła drużynowo brązowe medale na mistrzostwach Europy w Funchal w 2000 roku i mistrzostwach Europy w Izmirze w 2006 roku oraz srebrny na mistrzostwach Europy w Kijowie w 2008 roku.
Nigdy nie wzięła udziału w igrzyskach olimpijskich.